# Victor Michel (1851-1918)
Pour les articles homonymes, voir Michel.
Ne doit pas être confondu avec Victor Michel (1915-1982).
Victor Michel (né à 8 janvier 1851 à Gand et décédé le 4 décembre 1918 à Bruxelles) est un lieutenant-général  dans l'armée belge et un ministre de la Guerre de la Belgique. Il était surnommé « Le Tigre » pour sa sévérité quand il était question de discipline militaire.

## Biographie
Victor Léonard Michel, né à 8 janvier 1851 à Gand, est le fils de Pierre Michel, pilote fluvial, et de Jeanne Adriaenssens.
Il est admis le 22 novembre 1868 à l'École royale militaire, et en sort sous-lieutenant d'artillerie en 1872. Il est capitaine-commandant du 1er régiment d'artillerie lorsque, sollicité par le roi Léopold II, il accepte une mission dans l'État indépendant du Congo. De 1894 à 1896, il est capitaine-commandant dans la Force publique à l'Etat indépendant du Congo où il est aussi directeur pour la construction d'ouvrages de défense dans le Bas-Congo. En 1898, il revient au Congo comme major d'artillerie, cette fois compétent comme commissaire du Roi-souverain pour l'inspection de la Force publique assimilé au grade de vice-gouverneur général (6 mai 1899). Il retourne en Belgique en août 1900.
Par la suite, il reprend ses fonctions dans l'armée belge au 3e régiment d'artillerie et est promu général-major en mars 1910. Alors qu'il commande la 4e brigade d'artillerie de Bruxelles, il est nommé ministre de la guerre du 3 avril 1912 du gouvernement de Broqueville I et prend la succession de Joseph Hellebaut. Il occupe ce poste jusqu'au 11 novembre 1912 date à laquelle il donne sa démission pour raison de santé. Pendant ce court laps de temps, il travaille sur la refonte de l'organisation militaire belge visant notamment à introduire le service général obligatoire.
Fin décembre, il devient l'adjoint au commandement supérieur de la position fortifiée d'Anvers. En mars 1913, il est promu lieutenant-général, gouverneur de la position fortifiée d'Anvers et commandant de la 2e circonscription militaire à Anvers.
En octobre 1913, après des démêlés judiciaires avec un de ses subordonnés, il se met en disponibilité de ses fonctions et prend sa pension fin décembre 1913.

## Distinctions
- Grand cordon de l'ordre de la Couronne en 1912 (Belgique)[14];
- Commandeur de l'ordre de Léopold (Belgique) ;
- Croix Militaire de 1ère classe (Belgique) ;
- Officier de l'ordre royal du Lion (Congo belge) ;
- Étoile de service (État indépendant du Congo)[15].